# ورزش نظامی

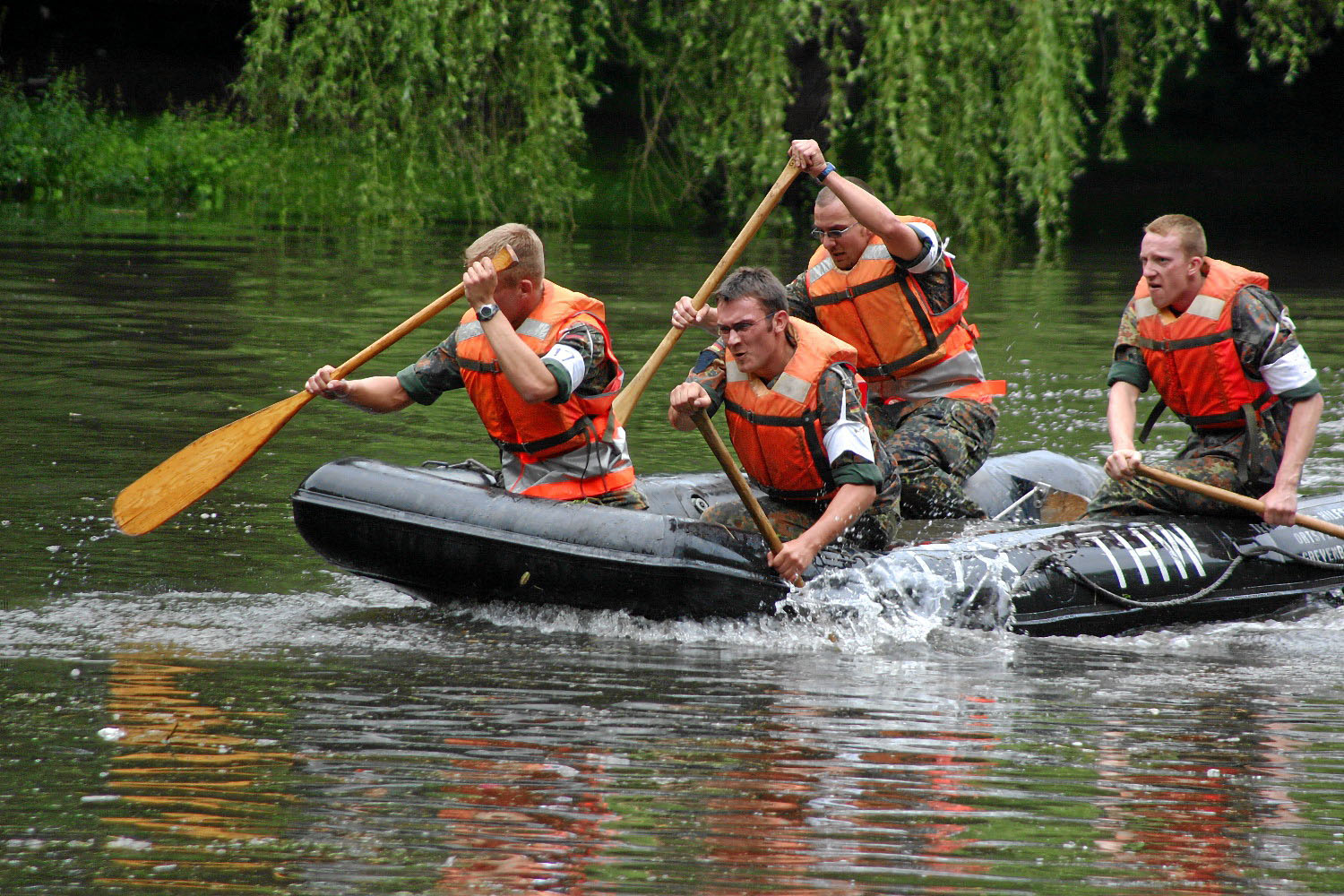
یک رویداد بین‌المللی بازی های نظامی، آلمان

ورزش های نظامی ورزش‌هایی هستند که توسط ارتش انجام می شوند. ورزش های نظامی موضوع مسابقات بین‌المللی همچون بازی های جهانی نظامی، با هدف آمادگی جسمانی نظامی هستند. ورزش ها برای اهدافی مثل بهبود آمادگی رزمی و افزایش مهارت و سرسختی بر اساس مناطق مختلف عملیاتی شامل زمین، دریا و هوا انتخاب شوند.

## تاریخچه
در سال ۱۸۵۸، آرچیبالد مک لارن یک سالن ورزشی در دانشگاه آکسفورد تأسیس کرد. در سال ۱۸۶۰، او یک برنامه آموزشی برای دوازده افسر و ارشد آنها، سرگرد فردریک همرسلی، در دانشگاه اجرا کرد. این برنامه بعداً در پروتکل‌های آموزشی ارتش بریتانیا ادغام شد و منجر به تشکیل ستاد ژیمناستیک ارتش در سال ۱۸۶۱ شد که بر اهمیت ورزش در زندگی نظامی تأکید می‌کرد.
در ایالات متحده، برنامه ورزش نیرو های مسلح تحت عنوان شورای ورزش بین خدماتی (ISSC، مخفف Inter-service Sports Council) در سال ۱۹۴۸ تأسیس شد. وظیفه این شورا، هموارسازی مسیر شرکت در مسابقات ورزشی ملی، المپیک و بین‌المللی برای کلیه اعضای نیرو های مسلح بود. امروزه، برنامه ورزش نیروهای مسلح در ایالات متحده از طریق وزارت دفاع مدیریت می شود.

## شورای بین‌المللی ورزش نظامی (CISM)
در سال ۱۹۴۸، شورای بین‌المللی ورزش نظامی (CISM) توسط پنج کشور فرانسه، بلژیک، دانمارک، لوکزامبورگ و هلند در یک رویداد ورزشی در شهر نیس ایحاد شد.
امروزه، این نهاد بین‌المللی رویداد های ورزشی مختلفی از جمله بازی های جهانی نظامی را برگزار می‌کند.

## رشته ها
۲۶ رشته به رسمیت شناخته شده توسط شورای CISM وجود دارد. برخی از آنها تنها در فعالیت های نظامی انجام داده می‌شوند. 
| - ورزش های پنج‌گانه نیروی هوایی - بسکتبال - بوکس - دو صحرانوردی - دوچرخه‌سواری - سوارکاری - شمشیربازی - فوتبال - گلف - هندبال - جودو - ماراتن - ورزش های پنج‌گانه نظامی | - ورزش های پنج‌گانه مدرن - ورزش های پنج‌گانه نیروی دریایی - جهت‌یابی - چتربازی - قایقرانی - تیراندازی - اسکی - شنا - تکواندو - دو و میدانی - ورزش سه‌گانه - والیبال - کشتی |